# 峇都茅
峇都茅是马来西亚槟城西南县的一个市镇，位于乔治市市中心以南约15.7公里，毗邻峇六拜和槟城国际机场，行政上隶属槟岛市政厅。该镇是横跨槟威海峡的槟城第二大桥连接威省峇都交湾的岛端节点，也是敦林苍祐大道的南端起点，其周边有峇东、直落登布雅等传统渔村。

## 经济
峇都茅拥有深水渔港，其丰富的海产资源催生了渔村和海鲜食肆等场所。作为槟城重要的渔业中心，峇都茅是世界渔业中心（WorldFish Center）总部的所在地，该机构的分支遍布亚洲、非洲和太平洋的27个国家和地区，为全球可持续水产养殖和渔业的研究与创新领域提供支持。此外，峇都茅也设有隶属马来西亚渔业发展局的槟城渔民协会（PEN MUTIARA）、槟城南部渔民协会（PNKPPS），借以推动当地的渔业资源养护和渔民权益保障。

## 教育

### 小学
- 峇都茅文开华文小学
- 峇都茅国民小学

### 中学
- 峇都茅国中

### 人民宗教学校
- 峇都茅占美清真寺人民宗教学校（SAR Masjid Jamek Batu Maung）[5]

## 旅游

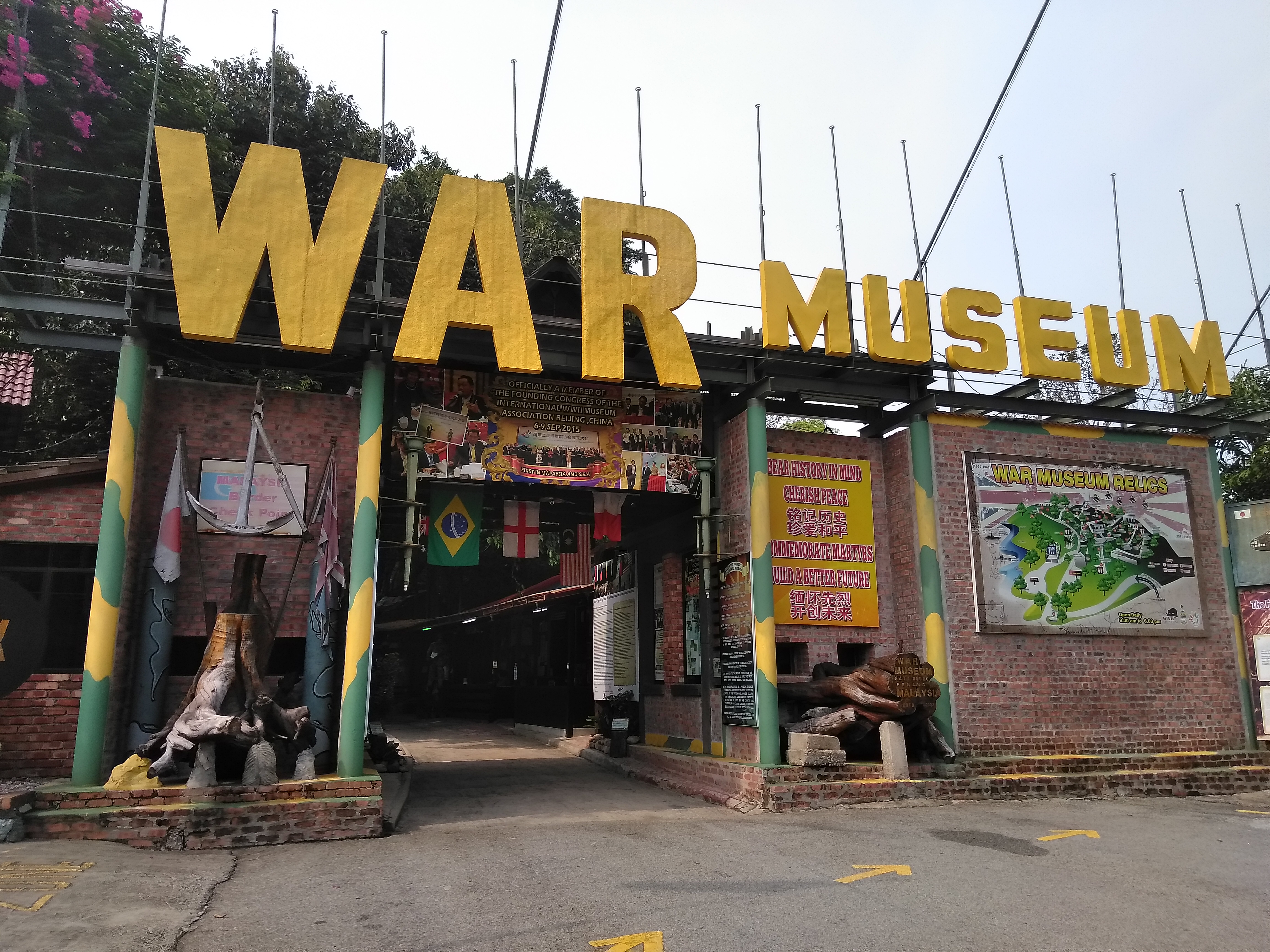
槟城战争博物馆

槟城战争博物馆是峇都茅的重要景点之一。其前身为20世纪30年代英殖民时期修建的军事堡垒，1941年12月被日军所占领并沿用，战后荒置，直到2002年改建为博物馆。馆内保留了掩体、隧道、机枪阵地等大部分原有的军事设施，同时设有彩弹射击等娱乐项目，为游客营造身临其境的体验。